# Grand Prix Belgii 1968
Grand Prix Belgii 1968 (oryg. Grand Prix de Belgique) – czwarta runda Mistrzostw Świata Formuły 1 w sezonie 1968, która odbyła się 9 czerwca 1968, po raz 17. na torze Spa-Francorchamps.
28. Grand Prix Belgii, 17. zaliczane do Mistrzostw Świata Formuły 1.

## Klasyfikacja
| Poz. | Nr. | Kierowca             | Konstruktor   | Okrążeń | Czas/powód NU   | Poz. start. | Punktów |
| ---- | --- | -------------------- | ------------- | ------- | --------------- | ----------- | ------- |
| 1    | 5   | Bruce McLaren        | McLaren-Ford  | 28      | 1:40:02.1       | 6           | 9       |
| 2    | 11  | Pedro Rodríguez      | BRM           | 28      | + 12.1          | 8           | 6       |
| 3    | 23  | Jacky Ickx           | Ferrari       | 28      | + 39.6          | 3           | 4       |
| 4    | 7   | Jackie Stewart       | Matra-Ford    | 27      | Brak paliwa     | 2           | 3       |
| 5    | 2   | Jackie Oliver        | Lotus-Ford    | 26      | Przen napędu    | 15          | 2       |
| 6    | 15  | Lucien Bianchi       | Cooper-BRM    | 26      | + 2 okrążenia   | 12          | 1       |
| 7    | 3   | Jo Siffert           | Lotus-Ford    | 25      | Ciśnienie oleju | 9           |         |
| 8    | 10  | Jean-Pierre Beltoise | Matra         | 25      | + 3 okrążenia   | 13          |         |
| NU   | 14  | Piers Courage        | BRM           | 22      | Silnik          | 7           |         |
| NU   | 6   | Denny Hulme          | McLaren-Ford  | 18      | Wał prz. napędu | 5           |         |
| NU   | 20  | John Surtees         | Honda         | 11      | Zawieszenie     | 4           |         |
| NU   | 22  | Chris Amon           | Ferrari       | 8       | Radiator        | 1           |         |
| NU   | 16  | Brian Redman         | Cooper-BRM    | 6       | Wypadł z toru   | 11          |         |
| NU   | 12  | Richard Attwood      | BRM           | 6       | Olej            | 18          |         |
| NU   | 18  | Jack Brabham         | Brabham-Repco | 6       | Przepustnica    | 10          |         |
| NU   | 1   | Graham Hill          | Lotus-Ford    | 5       | Wał prz. napędu | 14          |         |
| NU   | 19  | Jochen Rindt         | Brabham-Repco | 5       | Silnik          | 17          |         |
| NU   | 17  | Joakim Bonnier       | McLaren-BRM   | 1       | Koło            | 16          |         |